# Sistema de ligas de futebol da França
A Pirâmide do Futebol Francês é o sistema que organiza as divisões e regiões do Campeonato Francês de Futebol.

## Divisões nacionais
A partir da temporada 2017–18, houve mudanças nos níveis 3 e 4 (apenas no nome) e no nível 5 (reestruturação e renomeação)
| Level | Liga / Divisão | Liga / Divisão | Liga / Divisão | Liga / Divisão | Liga / Divisão | Liga / Divisão | Liga / Divisão | Liga / Divisão | Liga / Divisão | Liga / Divisão | Liga / Divisão | Liga / Divisão |
| ----- | --- | --- | --- | --- | --- | --- | --- | --- | --- | --- | --- | --- |
|       | Ligas profissionais | | | | | | | | | | | |
| 1     | Ligue 1 18 clubes ↓ 2 rebaixados de forma direta + 1 pelos play-offs                                                                             | Ligue 1 18 clubes ↓ 2 rebaixados de forma direta + 1 pelos play-offs                                                                             | Ligue 1 18 clubes ↓ 2 rebaixados de forma direta + 1 pelos play-offs                                                                             | Ligue 1 18 clubes ↓ 2 rebaixados de forma direta + 1 pelos play-offs                                                                             | Ligue 1 18 clubes ↓ 2 rebaixados de forma direta + 1 pelos play-offs                                                                             | Ligue 1 18 clubes ↓ 2 rebaixados de forma direta + 1 pelos play-offs                                                                             | Ligue 1 18 clubes ↓ 2 rebaixados de forma direta + 1 pelos play-offs                                                                             | Ligue 1 18 clubes ↓ 2 rebaixados de forma direta + 1 pelos play-offs                                                                             | Ligue 1 18 clubes ↓ 2 rebaixados de forma direta + 1 pelos play-offs                                                                             | Ligue 1 18 clubes ↓ 2 rebaixados de forma direta + 1 pelos play-offs                                                                             | Ligue 1 18 clubes ↓ 2 rebaixados de forma direta + 1 pelos play-offs                                                                             | Ligue 1 18 clubes ↓ 2 rebaixados de forma direta + 1 pelos play-offs                                                                             |
| 2     | Ligue 2 18 clubes ↑ 2 promovidos de forma direta + 1 pelos play-offs ↓ 2 rebaixados de forma direta + 1 pelos play-offs                          | Ligue 2 18 clubes ↑ 2 promovidos de forma direta + 1 pelos play-offs ↓ 2 rebaixados de forma direta + 1 pelos play-offs                          | Ligue 2 18 clubes ↑ 2 promovidos de forma direta + 1 pelos play-offs ↓ 2 rebaixados de forma direta + 1 pelos play-offs                          | Ligue 2 18 clubes ↑ 2 promovidos de forma direta + 1 pelos play-offs ↓ 2 rebaixados de forma direta + 1 pelos play-offs                          | Ligue 2 18 clubes ↑ 2 promovidos de forma direta + 1 pelos play-offs ↓ 2 rebaixados de forma direta + 1 pelos play-offs                          | Ligue 2 18 clubes ↑ 2 promovidos de forma direta + 1 pelos play-offs ↓ 2 rebaixados de forma direta + 1 pelos play-offs                          | Ligue 2 18 clubes ↑ 2 promovidos de forma direta + 1 pelos play-offs ↓ 2 rebaixados de forma direta + 1 pelos play-offs                          | Ligue 2 18 clubes ↑ 2 promovidos de forma direta + 1 pelos play-offs ↓ 2 rebaixados de forma direta + 1 pelos play-offs                          | Ligue 2 18 clubes ↑ 2 promovidos de forma direta + 1 pelos play-offs ↓ 2 rebaixados de forma direta + 1 pelos play-offs                          | Ligue 2 18 clubes ↑ 2 promovidos de forma direta + 1 pelos play-offs ↓ 2 rebaixados de forma direta + 1 pelos play-offs                          | Ligue 2 18 clubes ↑ 2 promovidos de forma direta + 1 pelos play-offs ↓ 2 rebaixados de forma direta + 1 pelos play-offs                          | Ligue 2 18 clubes ↑ 2 promovidos de forma direta + 1 pelos play-offs ↓ 2 rebaixados de forma direta + 1 pelos play-offs                          |
|       | Ligas semi-professionais | | | | | | | | | | | |
| 3     | National 17 clubes (temporada 2024–25) ↑ 2 promovidos de forma direta + 1 pelos play-offs ↓ 2 rebaixados de forma direta (temporada 2024–25)     | National 17 clubes (temporada 2024–25) ↑ 2 promovidos de forma direta + 1 pelos play-offs ↓ 2 rebaixados de forma direta (temporada 2024–25)     | National 17 clubes (temporada 2024–25) ↑ 2 promovidos de forma direta + 1 pelos play-offs ↓ 2 rebaixados de forma direta (temporada 2024–25)     | National 17 clubes (temporada 2024–25) ↑ 2 promovidos de forma direta + 1 pelos play-offs ↓ 2 rebaixados de forma direta (temporada 2024–25)     | National 17 clubes (temporada 2024–25) ↑ 2 promovidos de forma direta + 1 pelos play-offs ↓ 2 rebaixados de forma direta (temporada 2024–25)     | National 17 clubes (temporada 2024–25) ↑ 2 promovidos de forma direta + 1 pelos play-offs ↓ 2 rebaixados de forma direta (temporada 2024–25)     | National 17 clubes (temporada 2024–25) ↑ 2 promovidos de forma direta + 1 pelos play-offs ↓ 2 rebaixados de forma direta (temporada 2024–25)     | National 17 clubes (temporada 2024–25) ↑ 2 promovidos de forma direta + 1 pelos play-offs ↓ 2 rebaixados de forma direta (temporada 2024–25)     | National 17 clubes (temporada 2024–25) ↑ 2 promovidos de forma direta + 1 pelos play-offs ↓ 2 rebaixados de forma direta (temporada 2024–25)     | National 17 clubes (temporada 2024–25) ↑ 2 promovidos de forma direta + 1 pelos play-offs ↓ 2 rebaixados de forma direta (temporada 2024–25)     | National 17 clubes (temporada 2024–25) ↑ 2 promovidos de forma direta + 1 pelos play-offs ↓ 2 rebaixados de forma direta (temporada 2024–25)     | National 17 clubes (temporada 2024–25) ↑ 2 promovidos de forma direta + 1 pelos play-offs ↓ 2 rebaixados de forma direta (temporada 2024–25)     |
| 4     | National 2 48 clubes divididos em 3 grupos ↑ 3 promovidos de forma direta ↓ 9 rebaixados de forma direta (temporada 2024–25)                     | National 2 48 clubes divididos em 3 grupos ↑ 3 promovidos de forma direta ↓ 9 rebaixados de forma direta (temporada 2024–25)                     | National 2 48 clubes divididos em 3 grupos ↑ 3 promovidos de forma direta ↓ 9 rebaixados de forma direta (temporada 2024–25)                     | National 2 48 clubes divididos em 3 grupos ↑ 3 promovidos de forma direta ↓ 9 rebaixados de forma direta (temporada 2024–25)                     | National 2 48 clubes divididos em 3 grupos ↑ 3 promovidos de forma direta ↓ 9 rebaixados de forma direta (temporada 2024–25)                     | National 2 48 clubes divididos em 3 grupos ↑ 3 promovidos de forma direta ↓ 9 rebaixados de forma direta (temporada 2024–25)                     | National 2 48 clubes divididos em 3 grupos ↑ 3 promovidos de forma direta ↓ 9 rebaixados de forma direta (temporada 2024–25)                     | National 2 48 clubes divididos em 3 grupos ↑ 3 promovidos de forma direta ↓ 9 rebaixados de forma direta (temporada 2024–25)                     | National 2 48 clubes divididos em 3 grupos ↑ 3 promovidos de forma direta ↓ 9 rebaixados de forma direta (temporada 2024–25)                     | National 2 48 clubes divididos em 3 grupos ↑ 3 promovidos de forma direta ↓ 9 rebaixados de forma direta (temporada 2024–25)                     | National 2 48 clubes divididos em 3 grupos ↑ 3 promovidos de forma direta ↓ 9 rebaixados de forma direta (temporada 2024–25)                     | National 2 48 clubes divididos em 3 grupos ↑ 3 promovidos de forma direta ↓ 9 rebaixados de forma direta (temporada 2024–25)                     |
| 4     | Grupo A 16 clubes | Grupo A 16 clubes | Grupo A 16 clubes | Grupo B 16 clubes | Grupo B 16 clubes | Grupo B 16 clubes | Grupo B 16 clubes | Grupo C 16 clubes | Grupo C 16 clubes | Grupo C 16 clubes | | |
| 5     | National 3 140 clubes divididos em 10 grupos (temporada 2024–25) = 14x10 112 clubes divididos em 8 grupos (a partir da temporada 2025–26) = 14x8 | National 3 140 clubes divididos em 10 grupos (temporada 2024–25) = 14x10 112 clubes divididos em 8 grupos (a partir da temporada 2025–26) = 14x8 | National 3 140 clubes divididos em 10 grupos (temporada 2024–25) = 14x10 112 clubes divididos em 8 grupos (a partir da temporada 2025–26) = 14x8 | National 3 140 clubes divididos em 10 grupos (temporada 2024–25) = 14x10 112 clubes divididos em 8 grupos (a partir da temporada 2025–26) = 14x8 | National 3 140 clubes divididos em 10 grupos (temporada 2024–25) = 14x10 112 clubes divididos em 8 grupos (a partir da temporada 2025–26) = 14x8 | National 3 140 clubes divididos em 10 grupos (temporada 2024–25) = 14x10 112 clubes divididos em 8 grupos (a partir da temporada 2025–26) = 14x8 | National 3 140 clubes divididos em 10 grupos (temporada 2024–25) = 14x10 112 clubes divididos em 8 grupos (a partir da temporada 2025–26) = 14x8 | National 3 140 clubes divididos em 10 grupos (temporada 2024–25) = 14x10 112 clubes divididos em 8 grupos (a partir da temporada 2025–26) = 14x8 | National 3 140 clubes divididos em 10 grupos (temporada 2024–25) = 14x10 112 clubes divididos em 8 grupos (a partir da temporada 2025–26) = 14x8 | National 3 140 clubes divididos em 10 grupos (temporada 2024–25) = 14x10 112 clubes divididos em 8 grupos (a partir da temporada 2025–26) = 14x8 | National 3 140 clubes divididos em 10 grupos (temporada 2024–25) = 14x10 112 clubes divididos em 8 grupos (a partir da temporada 2025–26) = 14x8 | National 3 140 clubes divididos em 10 grupos (temporada 2024–25) = 14x10 112 clubes divididos em 8 grupos (a partir da temporada 2025–26) = 14x8 |
| 5     | Grupo A 14 clubes | Grupo B 14 clubes | Grupo C 14 clubes | Grupo D 14 clubes | Grupo E 14 clubes | Grupo F 14 clubes | Grupo G 14 clubes | Grupo H 14 clubes | Grupo I 14 clubes | Grupo J 14 clubes | | |

## Ligas regionais
| Ligas                   | Nível 6          | Nível 7                       | Nível 8                    | Nível 9                                     |
| ----------------------- | ---------------- | ----------------------------- | -------------------------- | ------------------------------------------- |
| Auvérnia-Ródano-Alpes   | Regional 1       | Regional 2                    | Regional 3                 |                                             |
| Borgonha-Franco-Condado | Regional 1       | Regional 2                    | Regional 3                 |                                             |
| Bretanha                | Regional 1       | Regional 2                    | Regional 3                 |                                             |
| Centro-Vale do Loire    | Regional 1       | Regional 2                    | Regional 3                 |                                             |
| Córsega                 | Regional 1       | Regional 2                    | Regional 3                 | Regional 4                                  |
| Grande Leste            | Regional 1       | Regional 2                    | Regional 3                 | Regional 4 (Lorraine Sector only)           |
| Altos da França         | Regional 1       | Regional 2                    | Regional 3                 | Regional 4 (Nord-Pas-de-Calais Sector only) |
| Mediterrâneo            | Regional 1       | Regional 2                    |                            |                                             |
| Normandia               | Regional 1       | Regional 2                    | Regional 3                 |                                             |
| Nova Aquitânia          | Regional 1       | Regional 2                    | Regional 3                 | Regional 4                                  |
| Occitânia               | Regional 1       | Regional 2                    | Regional 3                 | Promotion Ligue (Midi-Pyrénées Sector only) |
| Paris-Ilha de França    | Regional 1       | Regional 2                    | Regional 3                 | Regional 4                                  |
| País do Loire           | Division Honneur | Division Régionale Supérieure | Division Régionale Honneur | Promotion Honneur                           |

## Ligas departamentais
Auvérnia-Ródano-Alpes
| Distritos do departamento | Nível 9         | Nível 10        | Nível 11        | Nível 12        | Nível 13        | Nível 14        |
| ------------------------- | --------------- | --------------- | --------------- | --------------- | --------------- | --------------- |
| Ain                       | Départemental 1 | Départemental 2 | Départemental 3 | Départemental 4 | Départemental 5 | Départemental 6 |
| Allier                    | Départemental 1 | Départemental 2 | Départemental 3 | Départemental 4 | Départemental 5 |                 |
| Cantal                    | Départemental 1 | Départemental 2 | Départemental 3 | Départemental 4 | Départemental 5 |                 |
| Drôme-Ardèche             | Départemental 1 | Départemental 2 | Départemental 3 | Départemental 4 | Départemental 5 | Départemental 6 |
| Alto Loire                | Départemental 1 | Départemental 2 | Départemental 3 | Départemental 4 | Départemental 5 |                 |
| Alta Saboia e Pays Gex    | Départemental 1 | Départemental 2 | Départemental 3 | Départemental 4 | Départemental 5 |                 |
| Isère                     | Départemental 1 | Départemental 2 | Départemental 3 | Départemental 4 | Départemental 5 |                 |
| Loire                     | Départemental 1 | Départemental 2 | Départemental 3 | Départemental 4 | Départemental 5 | Départemental 6 |
| Lyon e Ródano             | Départemental 1 | Départemental 2 | Départemental 3 | Départemental 4 | Départemental 5 |                 |
| Puy-de-Dôme               | Départemental 1 | Départemental 2 | Départemental 3 | Départemental 4 | Départemental 5 |                 |
| Savoia                    | Départemental 1 | Départemental 2 | Départemental 3 | Départemental 4 | Départemental 5 |                 |

Borgonha-Franco-Condado
| Distritos do departamento   | Level 9         | Level 10        | Level 11        | Level 12        |
| --------------------------- | --------------- | --------------- | --------------- | --------------- |
| Côte-d'Or                   | Départemental 1 | Départemental 2 | Départemental 3 | Départemental 4 |
| Doubs-Territoire de Belfort | Départemental 1 | Départemental 2 | Départemental 3 | Départemental 4 |
| Haute-Saône                 | Départemental 1 | Départemental 2 | Départemental 3 | Départemental 4 |
| Jura                        | Départemental 1 | Départemental 2 | Départemental 3 | Départemental 4 |
| Nièvre                      | Départemental 1 | Départemental 2 | Départemental 3 | Départemental 4 |
| Saône-et-Loire              | Départemental 1 | Départemental 2 | Départemental 3 | Départemental 4 |
| Yonne                       | Départemental 1 | Départemental 2 | Départemental 3 | Départemental 4 |

Bretanha
| Distritos do departamento | Nível 9         | Nível 10        | Nível 11        | Nível 12        | Nível 13        |
| ------------------------- | --------------- | --------------- | --------------- | --------------- | --------------- |
| Côtes-d'Armor             | Départemental 1 | Départemental 2 | Départemental 3 | Départemental 4 |                 |
| Finistère                 | Départemental 1 | Départemental 2 | Départemental 3 | Départemental 4 |                 |
| Ille-et-Vilaine           | Départemental 1 | Départemental 2 | Départemental 3 | Départemental 4 | Départemental 5 |
| Morbihan                  | Départemental 1 | Départemental 2 | Départemental 3 | Départemental 4 |                 |

Centro-Vale do Loire
| Distritos do departamento | Nível 9         | Nível 10        | Nível 11        | Nível 12        | Nível 13        |
| ------------------------- | --------------- | --------------- | --------------- | --------------- | --------------- |
| Cher                      | Départemental 1 | Départemental 2 | Départemental 3 | Départemental 4 | Départemental 5 |
| Eure-et-Loir              | Départemental 1 | Départemental 2 | Départemental 3 | Départemental 4 |                 |
| Indre                     | Départemental 1 | Départemental 2 | Départemental 3 | Départemental 4 | Départemental 5 |
| Indre-et-Loire            | Départemental 1 | Départemental 2 | Départemental 3 | Départemental 4 | Départemental 5 |
| Loiret                    | Départemental 1 | Départemental 2 | Départemental 3 | Départemental 4 | Départemental 5 |
| Loir-et-Cher              | Départemental 1 | Départemental 2 | Départemental 3 | Départemental 4 | Départemental 5 |

Córsega
A Córsega não possui regiões departamentais.
Grande Leste
| Distritos do departamento | Nível 9                    | Nível 10        | Nível 11        | Nível 12        | Nível 13     | Nível 14     | Nível 15     | Nível 16     | Nível 17     |
| ------------------------- | -------------------------- | --------------- | --------------- | --------------- | ------------ | ------------ | ------------ | ------------ | ------------ |
| Alsácia Baixo Reno        | Promotion Honneur          | Promotion A     | Division 1 A    | Division 2 A    | Division 3 A | Promotion B  | Division 1 B | Division 2 B | Division 3 B |
| Alsácia Alto Reno         | Promotion Honneur          | Division 1 A    | Division 2 A    | Division 3 A    | Promotion B  | Division 1 B | Division 2 B |              |              |
| Ardenas                   | District 1                 | District 2      | District 3      | District 4      |              |              |              |              |              |
| Aube                      | Départemental 1            | Départemental 2 | Départemental 3 | Départemental 4 |              |              |              |              |              |
| Alto Marne                | Départemental 1            | Départemental 2 | Départemental 3 | Départemental 4 |              |              |              |              |              |
| Marne                     | District 1                 | District 2      | District 3      | District 4      |              |              |              |              |              |
| Meurthe-et-Moselle        | Division 1                 | Division 2      | Division 3      | Division 4      |              |              |              |              |              |
| Meuse                     | Lorraine Sector Regional 4 | Division 1      | Division 2      | Division 3      | Division 4   |              |              |              |              |
| Moselle                   | Lorraine Sector Regional 4 | Division 1      | Division 2      | Division 3      | Division 4   |              |              |              |              |
| Vosges                    | Lorraine Sector Regional 4 | Division 1      | Division 2      | Division 3      | Division 4   |              |              |              |              |

Altos da França
| Distritos do departamento    | Nível 9                              | Nível 10        | Nível 11        | Nível 12        | Nível 13        | Nível 14        | Nível 15        | Nível 16        |
| ---------------------------- | ------------------------------------ | --------------- | --------------- | --------------- | --------------- | --------------- | --------------- | --------------- |
| Aisne                        | Départemental 1                      | Départemental 2 | Départemental 3 | Départemental 4 | Départemental 5 |                 |                 |                 |
| Artois (Pas-de-Calais)       | Nord Pas-de-Calais Sector Regional 4 | Départemental 1 | Départemental 2 | Départemental 3 | Départemental 4 | Départemental 5 | Départemental 6 | Départemental 7 |
| Côte d'Opale (Pas-de-Calais) | Nord Pas-de-Calais Sector Regional 4 | Départemental 1 | Départemental 2 | Départemental 3 | Départemental 4 | Départemental 5 | Départemental 6 | Départemental 7 |
| Escaut (Norte)               | Nord Pas-de-Calais Sector Regional 4 | Départemental 1 | Départemental 2 | Départemental 3 | Départemental 4 | Départemental 5 | Départemental 6 | Départemental 7 |
| Flandre (Norte)              | Nord Pas-de-Calais Sector Regional 4 | Départemental 1 | Départemental 2 | Départemental 3 | Départemental 4 | Départemental 5 | Départemental 6 | Départemental 7 |
| Oise                         | Départemental 1                      | Départemental 2 | Départemental 3 | Départemental 4 | Départemental 5 | Départemental 6 |                 |                 |
| Somme                        | Départemental 1                      | Départemental 2 | Départemental 3 | Départemental 4 | Départemental 5 | Départemental 6 | Départemental 7 |                 |

Mediterrâneo
| Distritos do departamento                    | Nível 8         | Nível 9         | Nível 10        | Nível 11        | Nível 12   |
| -------------------------------------------- | --------------- | --------------- | --------------- | --------------- | ---------- |
| Alpes (Alpes da Alta Provença e Altos Alpes) | District 1      | District 2      | District 3      | District 4      |            |
| Costa Azul (Alpes Marítimos)                 | District 1      | District 2      | District 3      | District 4      | District 5 |
| Provença (Bocas do Ródano)                   | Départemental 1 | Départemental 2 | Départemental 3 | Départemental 4 |            |
| Rhône Durance (Vaucluse)                     | District 1      | District 2      | District 3      | District 4      | District 5 |
| Var                                          | Départemental 1 | Départemental 2 | Départemental 3 | Départemental 4 |            |

Normandia
| Distritos do departamento | Nível 9         | Nível 10        | Nível 11        | Nível 12        | Nível 13        |
| ------------------------- | --------------- | --------------- | --------------- | --------------- | --------------- |
| Calvados                  | Départemental 1 | Départemental 2 | Départemental 3 | Départemental 4 |                 |
| Eure                      | Départemental 1 | Départemental 2 | Départemental 3 | Départemental 4 |                 |
| Manche                    | Départemental 1 | Départemental 2 | Départemental 3 | Départemental 4 | Départemental 5 |
| Orne                      | Départemental 1 | Départemental 2 | Départemental 3 |                 |                 |
| Sena Marítimo             | Départemental 1 | Départemental 2 | Départemental 3 |                 |                 |

Nova Aquitânia
| Distritos do departamento    | Nível 10        | Nível 11        | Nível 12        | Nível 13        | Nível 14        | Nível 15        |
| ---------------------------- | --------------- | --------------- | --------------- | --------------- | --------------- | --------------- |
| Charente                     | Départemental 1 | Départemental 2 | Départemental 3 | Départemental 4 | Départemental 5 |                 |
| Charente-Maritime            | Départemental 1 | Départemental 2 | Départemental 3 | Départemental 4 |                 |                 |
| Corrèze                      | Départemental 1 | Départemental 2 | Départemental 3 | Départemental 4 |                 |                 |
| Creuse                       | Départemental 1 | Départemental 2 | Départemental 3 | Départemental 4 |                 |                 |
| Deux-Sèvres                  | Départemental 1 | Départemental 2 | Départemental 3 | Départemental 4 | Départemental 5 |                 |
| Dordogne-Périgord (Dordogne) | Départemental 1 | Départemental 2 | Départemental 3 | Départemental 4 |                 |                 |
| Gironda                      | Départemental 1 | Départemental 2 | Départemental 3 | Départemental 4 |                 |                 |
| Alto Vienne                  | Départemental 1 | Départemental 2 | Départemental 3 | Départemental 4 | Départemental 5 |                 |
| Landes                       | Départemental 1 | Départemental 2 | Départemental 3 | Départemental 4 |                 |                 |
| Lot-et-Garonne               | Départemental 1 | Départemental 2 | Départemental 3 | Départemental 4 |                 |                 |
| Pirenéus Atlânticos          | Départemental 1 | Départemental 2 | Départemental 3 | Départemental 4 | Départemental 5 |                 |
| Vienne                       | Départemental 1 | Départemental 2 | Départemental 3 | Départemental 4 | Départemental 5 | Départemental 6 |

Occitânia
| Distritos do departamento | Nível 9                              | Nível 10        | Nível 11             | Nível 12                    | Nível 13                    | Nível 14          |
| ------------------------- | ------------------------------------ | --------------- | -------------------- | --------------------------- | --------------------------- | ----------------- |
| Ariège                    | Midi-Pyrénées Sector Promotion Ligue | Excellence      | Première Division    | Promotion Première Division | Deuxième Division           |                   |
| Aude                      | Départemental 1                      | Départemental 2 | Départemental 3      | Départemental 4             | Départemental 5             |                   |
| Aveyron                   | Midi-Pyrénées Sector Promotion Ligue | Départemental 2 | Départemental 3      | Départemental 4             | Départemental 5             | Départemental 6   |
| Alto Garona               | Midi-Pyrénées Sector Promotion Ligue | Excellence      | Première Division    | Promotion Première Division | Deuxième Division           |                   |
| Hautes-Pyrénées           | Midi-Pyrénées Sector Promotion Ligue | Excellence      | Première Division    | Promotion Première Division |                             |                   |
| Gard-Lozère               | Départemental 1                      | Départemental 2 | Départemental 3      | Départemental 4             | Départemental 5             |                   |
| Gers                      | Midi-Pyrénées Sector Promotion Ligue | Départemental 1 | Départemental 2      | Départemental 3             |                             |                   |
| Hérault                   | Départemental 1                      | Départemental 2 | Départemental 3      | Départemental 4             | Départemental 5             |                   |
| Lot                       | Midi-Pyrénées Sector Promotion Ligue | Excellence      | Promotion Excellence | Première Division           | Promotion Première Division | Deuxième Division |
| Pirenéus Orientais        | Départemental 1                      | Départemental 2 | Départemental 3      | Départemental 4             |                             |                   |
| Tarn                      | Midi-Pyrénées Sector Promotion Ligue | Départemental 1 | Départemental 2      | Départemental 3             | Départemental 4             |                   |
| Tarn-et-Garonne           | Midi-Pyrénées Sector Promotion Ligue | Excellence      | Promotion Excellence | Première Division           | Deuxième Division           |                   |

Paris-Ilha de França
Os clubes da região de Paris estão divididos pelos três distritos suburbanos. A região dos Altos do Sena incluem a 6ª, 7ª, 8ª, 14ª, 15ª, 16ª e 17ª divisões, Seine-Saint-Denis possuem o 9º, 10º, 11º, 18º, 19º e 20º níveis,  e o Vale do Marne inclui a 1ª, 2ª, 3ª, 4ª, 5ª, 12ª e 13ª divisões.
| Distritos do departamento | Nível 10        | Nível 11        | Nível 12        | Nível 13        | Nível 14        | Nível 15        |
| ------------------------- | --------------- | --------------- | --------------- | --------------- | --------------- | --------------- |
| Essonne                   | Départemental 1 | Départemental 2 | Départemental 3 | Départemental 4 | Départemental 5 |                 |
| Altos do Sena             | Départemental 1 | Départemental 2 | Départemental 3 | Départemental 4 | Départemental 5 |                 |
| Sena e Marne              | Départemental 1 | Départemental 2 | Départemental 3 | Départemental 4 |                 |                 |
| Seine-Saint-Denis         | Départemental 1 | Départemental 2 | Départemental 3 | Départemental 4 | Départemental 5 |                 |
| Val d'Oise                | Départemental 1 | Départemental 2 | Départemental 3 | Départemental 4 | Départemental 5 |                 |
| Vale do Marne             | Départemental 1 | Départemental 2 | Départemental 3 | Départemental 4 |                 |                 |
| Yvelines                  | Départemental 1 | Départemental 2 | Départemental 3 | Départemental 4 | Départemental 5 | Départemental 6 |

País do Loire
| Distritos do departamento | Nível 10          | Nível 11          | Nível 12           | Nível 13           | Nível 14           |
| ------------------------- | ----------------- | ----------------- | ------------------ | ------------------ | ------------------ |
| Loire-Atlantique          | Départemental 1   | Départemental 2   | Départemental 3    | Départemental 4    | Départemental 5    |
| Maine-et-Loire            | Première Division | Deuxième Division | Troisième Division | Quatrième Division | Cinquième Division |
| Mayenne                   | Départemental 1   | Départemental 2   | Départemental 3    | Départemental 4    |                    |
| Sarthe                    | Départemental 1   | Départemental 2   | Départemental 3    | Départemental 4    |                    |
| Vendée                    | Division 1        | Division 2        | Division 3         | Division 4         | Division 5         |